# Langensallach

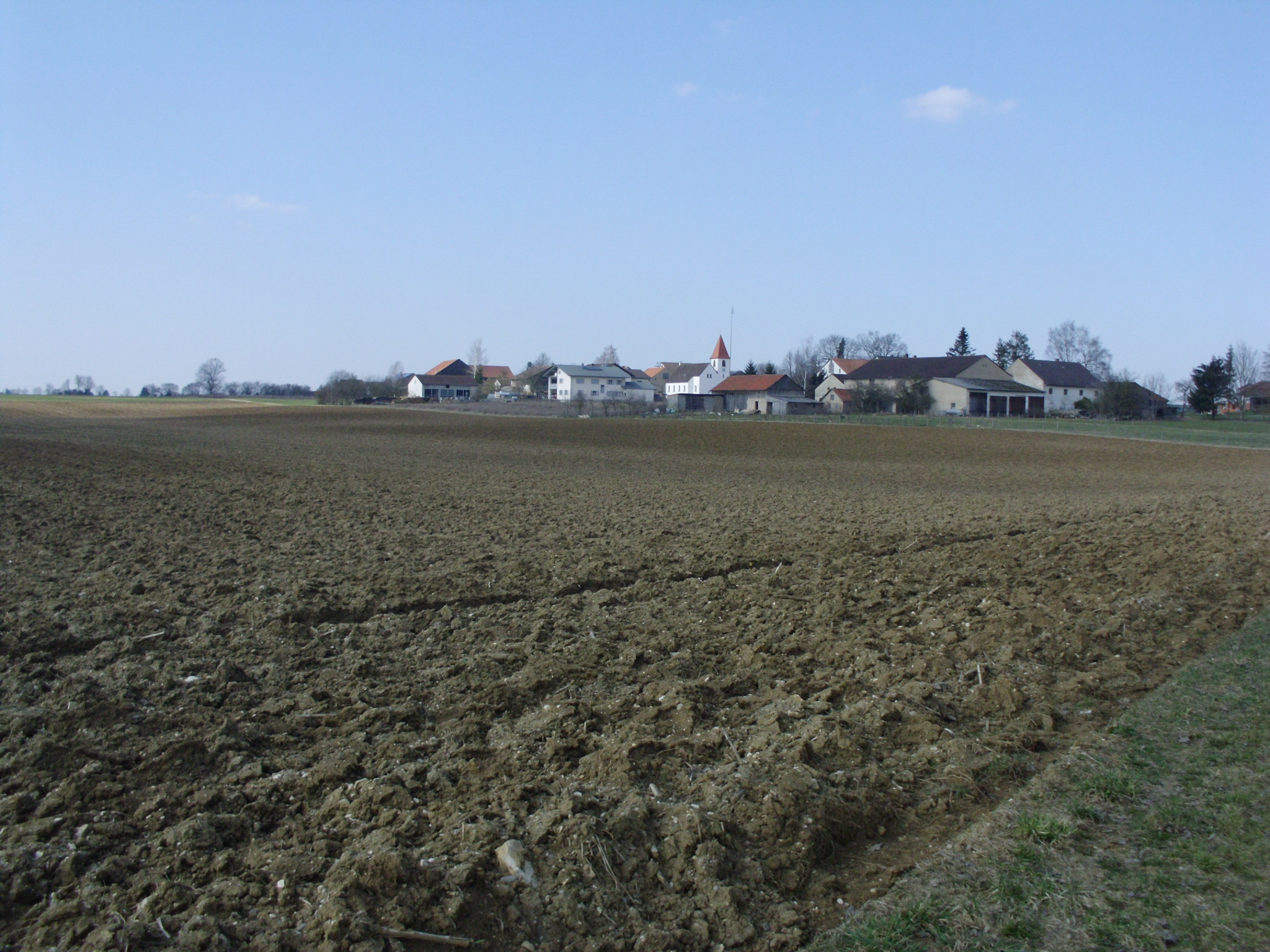
Langensallach, von Süden her gesehen

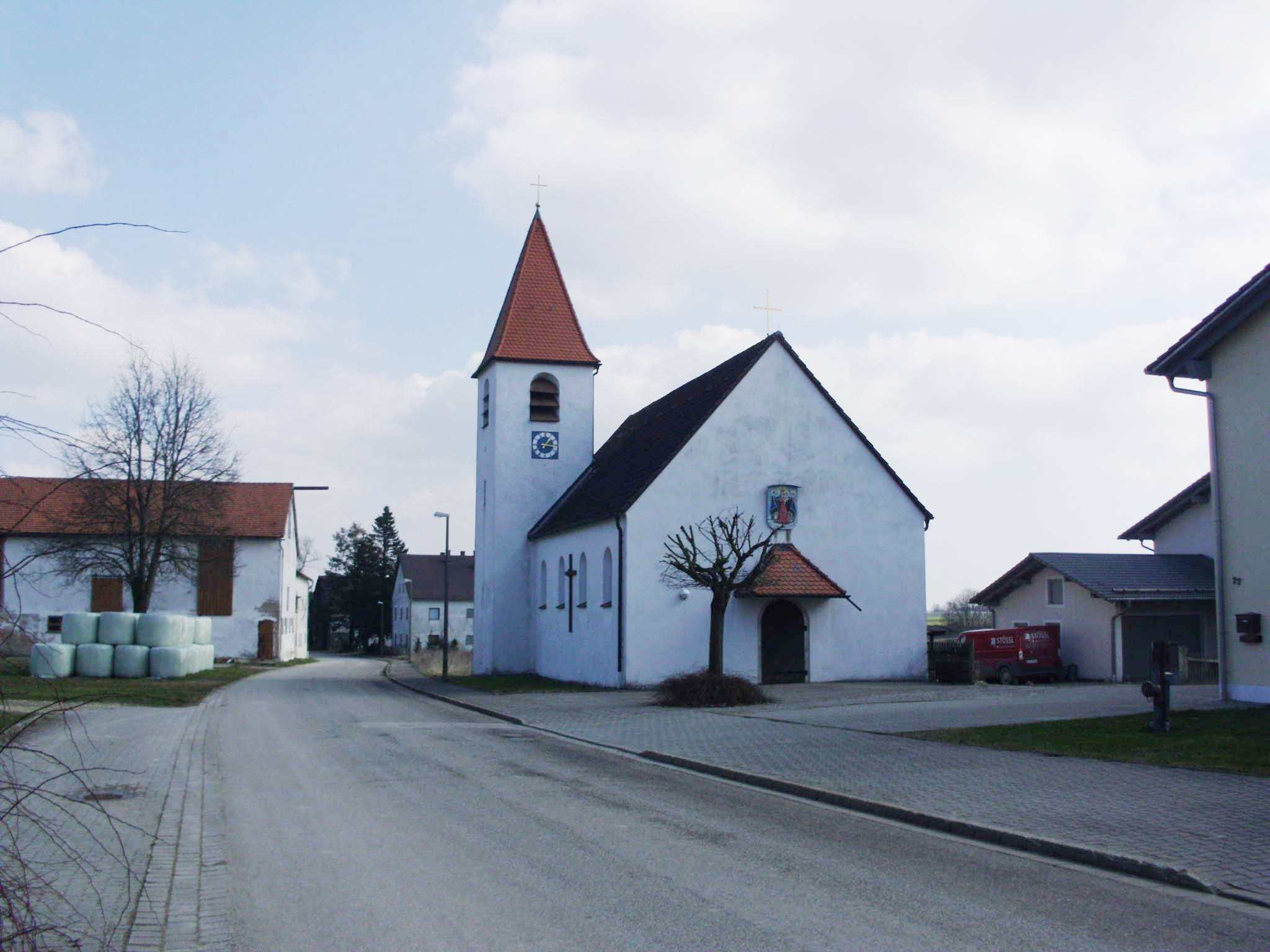
Die Dorfkirche „Maria, Dreimal Wunderbare Mutter“

Langensallach (bairisch Soola) ist ein Gemeindeteil der oberbayrischen Gemeinde Schernfeld im Landkreis Eichstätt.

## Geographische Lage
Das Dorf Langensallach liegt nördlich der Kreisstadt Eichstätt auf der Hochfläche der Fränkischen Alb an der Kreuzung der Straßen Wintershof – Weigersdorf und Workerszell – Preith.
Umliegende Orte sind im Norden Seuversholz, im Nordosten Weigersdorf, im Osten Preith, im Südosten Lüften, im Süden Wintershof, im Südwesten Wegscheid, im Westen Workerszell und im Nordwesten Sperberslohe.

## Ortsname
Der Ortsname leitet sich vom mittelhochdeutschen Wort „salhe“ für „Salweide“ ab. Langensallach ist demnach die lange Siedlung an einem Salweidengebüsch.

## Geschichte
Eine von Pfünz nach Weißenburg führende Römerstraße ist nördlich von Langensallach als Feldweg sichtbar.
In einer päpstlichen Besitzbestätigung von 1239 (Kopie des 18. Jahrhunderts) ist „Sallhach“ als Besitz des Klosters Rebdorf erstmals urkundlich erwähnt. Nach dem Aussterben der Hirschberger Vögte 1305 ging unter Bischof Konrad II. von Pfeffenhausen das Dorfgericht, nicht aber die Grundherrschaft „Salhach“ an das Hochstift Eichstätt. So werden 1448 in einem Salbuch des Amtes Eichstätt und der Landvogtei vier Höfe zu „Langen Salach“ aufgeführt; einer gehörte dem Propst von Rebborf, einer dem Heilig-Geist-Spital zu Eichstätt, einer den Pfarrherren zu Eichstätt (später Collegiatstift „Unsere Liebe Frau“) und einer war eigen. Diesen (Groß-)Höfen waren weitere Hofstätten zugeordnet, so dass das Dorf aus insgesamt 16 Hofstätten bestand. Die Kernflur betrug 108 Hektar. Waldnutzung (Holzentnahme und Weiderecht) geschah in der Erlingshofer Hut bzw. im Schernfelder Forst, wofür man – so 1506 – Reichspflegeabgaben, den sogenannten Vogthaber (=Hafer), an das Amt Weißenburg zu leisten hatte.
Während der Hexenverfolgung im Hochstift Eichstätt wurde mindestens eine Frau aus Langensallach als vermeintliche Hexe angeklagt und 1617 zum Tode verurteilt.
Um 1800 waren das Kloster Rebdorf, das Heilig-Geist-Spital Eichstätt, das Collegiatstift U.L.F. Eichstätt, das Hofkastenamt Eichstätt, 1 Eigner und die Gemeinde (Kapelle und Hirtenhaus) Grundherren im Dorf. Bis zum Ende des Heiligen Römischen Reichs übte als landesherrliche Behörde das Stadtrichter- oder Vizedomamt die Vogtei sowie die Dorf- und Gemeindeherrschaft über Langensallach mit seinen 17 Anwesen aus. 1802 fiel Langensallach an das Großherzogtum Toskana und 1806 an das Königreich Bayern und dort an das Landgericht Rentamt Eichstätt. 1808 wurde das Dorf dem Steuerdistrikt Workerszell zugeschlagen. Durch das Gemeindeedikt von 1818 wurde die Gemeinde Langensallach, bestehend nur aus dem Dorf Langensallach, gebildet. 1830 wurde die Gemeinde in die Gemeinde Workerszell integriert. 1830 bestand das Dorf aus 16 Anwesen mit 72 Einwohnern.
Das landwirtschaftlich orientierte Dorf auf der Albhochfläche hatte 1950 in 19 Anwesen 121 Einwohner. 1984 gab es im Dorf fünf bäuerliche Vollerwerbs- und 7 Nebenerwerbsbetriebe. 1979 durchgeführte Farbversuche an einer Doline von Langensallach ergaben, dass das Wasser dreieinhalb Tage brauchte, um aus der etwa 130 m tiefer gelegenen Edelbachhöhle im Bereich des Klosters St. Walburg in Eichstätt wieder auszutreten.

## Katholische Filialkirche „Maria, Dreimal Wunderbare Mutter“
Kirchlich gehört Langensallach seit alters her nach St. Michael in Rupertsbuch im Bistum Eichstätt, das bis 1749 eine Filiale der Eichstätter Collegiatpfarrei „Unsere Liebe Frau“ war und dann selbstständige Pfarrei wurde.
1802 wurde eine Dorfkapelle erbaut, die 1860 eine Erweiterung erfuhr. Es handelte sich um einen rechteckigen Raum mit Flachdecke und einem vierseitigen Dachreiter mit Helm über dem Westgiebel. 1949 wurde eine neue Kapelle unter dem Münchner Architekten Friedrich Ferdinand Haindl errichtet. Sie ist der „Dreimal Wunderbaren Mutter“ (Mater Ter Admirabilis) geweiht.

## Baudenkmäler
- Liste der Baudenkmäler in Schernfeld#Langensallach